# Reserva Natural de Veski
A Reserva Natural de Veski é uma reserva natural localizada no condado de Põlva, na Estónia.
A área da reserva natural é de 62 hectares.
A área protegida foi fundada em 2001 para proteger tipos de habitat valiosos e espécies ameaçadas nas aldeias de Veski e Prangli (ambas na antiga freguesia de Kõlleste).